# Boxwood Hill
Boxwood Hill is een gehucht in de regio Great Southern in West-Australië.

## Geschiedenis
Het dorp werd in 1963 officieel gesticht. Het is vermoedelijk vernoemd naar een zeldzame endemische plant uit de lipbloemenfamilie, de Microcorys boxwood.

## 21e eeuw
Boxwood Hill maakt deel uit van het lokale bestuursgebied (LGA) Shire of Jerramungup, een landbouwdistrict met Jerramungup als hoofdplaats. Het telde 91 inwoners in 2021 tegenover 170 in 2006.
Het gehucht bestaat uit niet veel meer dan een uitspanning ('roadhouse') en enkele huizen. Er zijn wel verscheidenen sportfaciliteiten en -clubs aanwezig.

## Ligging
Boxwood Hill ligt langs de South Coast Highway, 445 kilometer ten zuidoosten van de West-Australische hoofdstad Perth, 122 kilometer ten noordoosten van Albany en 59 kilometer ten zuidzuidwesten van Jerramungup. De Transwa-busdienst GE4 doet het dorp tweemaal per week aan.